# (89264) Sewanee
(89264) Sewanee est un astéroïde de la ceinture principale.

## Description
(89264) Sewanee est un astéroïde de la ceinture principale. Il fut découvert le 11 novembre 2001 à l'observatoire Cordell-Lorenz par Douglas Tybor Durig. Il présente une orbite caractérisée par un demi-grand axe de 2,36 UA, une excentricité de 0,14 et une inclinaison de 11,6° par rapport à l'écliptique.

## Compléments